# Cornelia Klier
Cornelia Klier (* 19. März 1957 in Dorfilm als Cornelia Bügel) ist eine ehemalige  deutsche Ruderin. Für die DDR startend, gelang ihr 1980 zusammen mit Ute Steindorf im Zweier ohne Steuerfrau der Olympiasieg.
Cornelia Bügel meldete sich nach einem Aufruf von Heinz Quermann in der Fernsehsendung Zwischen Frühstück und Gänsebraten, in dem großgewachsene Jugendliche zum Rudern aufgefordert worden waren. Sie schloss sich dem SC DHfK Leipzig an. Dort traf sie auf Ute Steindorf, mit der sie zusammen bei der Spartakiade 1975 Silber im Achter und Bronze im Zweier gewann. 1976 standen beide als Ersatzruderinnen für das Team bei den Olympischen Spielen 1976 bereit. 1977 wechselten Steindorf und Bügel in den DDR-Achter, der in der Besetzung  Cornelia Bügel, Ute Steindorf, Gabriele Lohs, Kersten Neisser, Marita Sandig, Andrea Kurth, Bianka Schwede, Karin Metze und Steuerfrau Sabine Heß in Amsterdam den Weltmeistertitel gewann. Ab 1978 bildeten Steindorf und Bügel einen Zweier ohne Steuerfrau, der 1978 in Neuseeland und 1979 in Bled bei der Weltmeisterschaft siegte. 1979 heiratete Cornelia Bügel den Berliner Schwimmtrainer Hartmut Klier. Das Duo Ute Steindorf und Cornelia Klier gewann bei den Olympischen Spielen 1980 die Goldmedaille. Für diesen Erfolg wurde sie mit dem Vaterländischen Verdienstorden in Silber ausgezeichnet.
Klier studierte Physiotherapie an der Medizinischen Fachschule. Sie arbeitete als leitende Physiotherapeutin am Institut für Sportmedizin. Nach den Olympischen Spielen von 1980 zog Cornelia Klier nach Berlin-Marzahn. Sie arbeitete an einer Poliklinik im Friedrichshain und beim VEB Spezialhochbau. Nach der Wiedervereinigung Deutschlands eröffnete sie ihre eigene Physiotherapiepraxis.
Cornelia Klier war für die Partei des Demokratischen Sozialismus (PDS) 1990 Mitglied der Stadtverordnetenversammlung von Berlin.